# Romans (Ain)
Romans és un municipi francès situat al departament de l'Ain i a la regió d'Alvèrnia-Roine-Alps. L'any 2007 tenia 577 habitants.

## Demografia

### Població
El 2007 la població de fet de Romans era de 577 persones. Hi havia 164 famílies de les quals 28 eren unipersonals (20 homes vivint sols i 8 dones vivint soles), 48 parelles sense fills, 76 parelles amb fills i 12 famílies monoparentals amb fills.
La població ha evolucionat segons el següent gràfic:
Habitants censats

### Habitatges
El 2007 hi havia 206 habitatges, 171 eren l'habitatge principal de la família, 17 eren segones residències i 18 estaven desocupats. 184 eren cases i 22 eren apartaments. Dels 171 habitatges principals, 126 estaven ocupats pels seus propietaris, 42 estaven llogats i ocupats pels llogaters i 3 estaven cedits a títol gratuït; 1 tenia una cambra, 5 en tenien dues, 20 en tenien tres, 41 en tenien quatre i 104 en tenien cinc o més. 144 habitatges disposaven pel capbaix d'una plaça de pàrquing. A 74 habitatges hi havia un automòbil i a 95 n'hi havia dos o més.

### Piràmide de població
La piràmide de població per edats i sexe el 2009 era:
| Homes | Edats   | Dones |
| ----- | ------- | ----- |
| 0     | 95 o +  | 8     |
| 8     | 90 a 94 | 8     |
| 0     | 85 a 89 | 4     |
| 4     | 80 a 84 | 4     |
| 8     | 75 a 79 | 4     |
| 0     | 70 a 74 | 12    |
| 8     | 65 a 69 | 4     |
| 4     | 60 a 64 | 4     |
| 4     | 55 a 59 | 12    |
| 28    | 50 a 54 | 16    |
| 8     | 45 a 49 | 24    |
| 36    | 40 a 44 | 20    |
| 12    | 35 a 39 | 8     |
| 12    | 30 a 34 | 16    |
| 20    | 25 a 29 | 16    |
| 16    | 20 a 24 | 8     |
| 40    | 15 a 19 | 20    |
| 36    | 10 a 14 | 20    |
| 12    | 5 a 9   | 16    |
| 16    | 0 a 4   | 32    |

## Economia
El 2007 la població en edat de treballar era de 352 persones, 252 eren actives i 100 eren inactives. De les 252 persones actives 236 estaven ocupades (134 homes i 102 dones) i 16 estaven aturades (4 homes i 12 dones). De les 100 persones inactives 23 estaven jubilades, 45 estaven estudiant i 32 estaven classificades com a «altres inactius».

### Ingressos
El 2009 a Romans hi havia 176 unitats fiscals que integraven 502 persones, la mediana anual d'ingressos fiscals per persona era de 20.657 €.

### Activitats econòmiques
Dels 33 establiments que hi havia el 2007, 10 eren d'empreses de construcció, 3 d'empreses de comerç i reparació d'automòbils, 1 d'una empresa de transport, 6 d'empreses d'hostatgeria i restauració, 1 d'una empresa d'informació i comunicació, 2 d'empreses immobiliàries, 6 d'empreses de serveis i 4 d'entitats de l'administració pública.
Dels 8 establiments de servei als particulars que hi havia el 2009, 2 eren paletes, 3 fusteries, 1 lampisteria i 2 restaurants.
L'any 2000 a Romans hi havia 28 explotacions agrícoles que ocupaven un total de 1.632 hectàrees.

## Equipaments sanitaris i escolars
El 2009 hi havia una escola elemental integrada dins d'un grup escolar amb les comunes properes formant una escola dispersa.

## Poblacions més properes
El següent diagrama mostra les poblacions més properes.